# Tanysiptera riedelii
Tanysiptera riedelii là một loài chim trong họ Alcedinidae.